# カディーブ・イスマイル
カディーブ・イスマイル（SS Khedive Ismail、ケディブ・イスメイル）は、1922年竣工のエジプト王国の客船。第二次世界大戦中にイギリスの軍隊輸送船として使用されたが、1944年にインド洋で日本の潜水艦に撃沈されて約1300人の戦死者を出した。イギリス軍輸送船の死者数としては3番目に多い。元はチリ船籍で旧船名はアコンカグア（SS Aconcagua）。

## 船歴
本船は1922年8月にイギリスのグリーノックにあるスコッツ・シップビルディング・アンド・エンジニアリング・カンパニーの造船所で竣工した。新造時の要目は、総トン数7,290トン、長さが422フィート8インチ（128.9m）、幅が56フィート2インチ（17.1m）、深さが30フィート4インチ（9.3m）である。動力は蒸気タービン機関4基で、スクリュー2軸で推進した。
本船は「アコンカグア」と命名され、チリの海運会社であるコンパニア・スド・アメリカーナ・デ・バポレス（CSAV）が当初の船主となり、バルパライソを船籍港とした。その後、1932年に運航者はローデン・コナー・アンド・カンパニー（Lowden Conner and Company）に変わり、船籍港もイギリスのリヴァプールに移った。
1935年にエジプト王国の副王立郵船及び乾ドック会社（Khedivial Mail Steamship and Graving Dock Company、後にファラオニック郵船に改組）に取得され、「カディーブ・イスマイル」と改名した。船籍港はロンドンで、運航はアーネスト・ハミルトン卿の下で行われた。
第二次世界大戦が勃発すると、1941年には「カディーブ・イスマイル」はイギリス本国の戦時運輸省に取得され、ブリティッシュ・インディア汽船会社の下で軍隊輸送船として運航されることになった。そして、1944年2月12日、英領ケニアからセイロン島に向かう護送船団に加入してインド洋を航行中、後述のとおり、日本海軍の潜水艦「伊27」による雷撃を受けて沈没した。

## 沈没時の状況
1944年2月6日、「カディーブ・イスマイル」はKR8船団に加入して、英領ケニア・モンバサのキリンディニ港から、セイロン島コロンボに向けて15ノットの速度で出航した。KR8船団は輸送船5隻から成り、イギリス海軍のホーキンス級重巡洋艦「ホーキンス」とP級駆逐艦「パラディン」および同「ペタード」に護衛されていた。「カディーブ・イスマイル」には、船団司令官以下乗員187人と第301東アフリカ野砲兵連隊主力や第303アフリカ歩兵連隊の士官など輸送人員1324人が乗船しており、輸送人員の中には王立婦人海軍の職員や従軍看護婦など女性83人が含まれていた。
出航からしばらくは穏やかな航海であった。しかし、この当時のインド洋では、日本海軍の潜水艦が少数ながら通商破壊に従事して相当の成果を挙げており、日本の第8潜水戦隊によって1943年11月から1944年3月に撃沈または撃破された連合国側船舶は19隻（本船を含む）に上っていた。
2月12日1430時、敵潜水艦の潜望鏡が発見され、船団は砲撃を開始した。その直後、「カディーブ・イスマイル」に魚雷2発が命中した。船体後部は火炎と煙に包まれ、わずか3分後には完全に沈没してしまい、一部の幸運な乗船者だけが脱出できた。沈没地点は北緯00度57分 東経72度16分 / 北緯0.950度 東経72.267度付近である。2隻の駆逐艦が救助に駆けつけたが、両艦の間に敵潜水艦が浮上しているのを発見すると救助を中止して反撃に移った。駆逐艦「パラディン」は体当たり攻撃をしようとして、敵潜水艦が大型だったため中止したが、回避しきれずに衝突した。敵潜水艦が潜航したのに対し、駆逐艦「ペタード」が爆雷を投下したため、漂流していた生存者の一部は巻き添えになって死亡した。
「カディーブ・イスマイル」を攻撃したのは、アデン湾での通商破壊戦のため行動中の日本潜水艦「伊27」であった。「伊27」はイギリス側の爆雷攻撃で再び浮上を余儀なくされ、砲戦を挑んだが、駆逐艦の砲撃と魚雷で撃沈された。KR8船団はこの戦闘で四散してしまい、「ペタード」は体当たりで損傷した「パラディン」を曳航してアッドゥ環礁に撤退した。駆逐艦に収容された「カディーブ・イスマイル」の生存者は、アッドゥ環礁で巡洋艦「ホーキンス」に移乗してコロンボへ向かった。
「カディーブ・イスマイル」に乗船していた1511人のうち、救助されたのは214人（うち女性6人）だけで、残る1297人（うち女性77人）が死亡した。この被害は、第二次世界大戦中のイギリスの軍隊輸送船における死者数では、「ランカストリア」（2500-6000人以上）と「ラコニア」（1621人・主にイタリア軍捕虜）についで3番目に多い。また、イギリス連邦における女性軍事要員の死者数としては史上最悪の事例となった。